# Daibutsu
Daibutsu (în japoneză: 大仏; Kyujitai: 大佛), literalmente „Big Buddha” (sau „Giant Buddha”), este un termen japonez adesea folosit informal pentru a desemna statuile mari ale lui Buddha. Acestea sunt de obicei din bronz, dar pot fi și din alt metal sau piatră. Ele sunt de obicei situate în afara sau în interiorul templelor budiste, de obicei pe un altar.
Cea mai veche statuie a lui Buddha este cea a templului Asuka-dera (din 609), despre care se spune că ar fi fost realizată de sculptorul japonez Kuratsukuri no Tori la începutul secolului al VII-lea. Statuia este desemnată ca o Importantă Proprietate Culturală. Cea mai cunoscută statuie este cea a lui Tōdai-ji din Nara (din 752). Daibutsu Tōdai-ji este un sit al Patrimoniului Mondial UNESCO, Monument Istoric al Nara antică și Tesourora Națională a Japoniei.